# Тачо Хаджистоенчев
Тачо Хаджистоенчев Тачев е български революционер, деец на Вътрешната македоно-одринска революционна организация.

## Биография
Тачо Хаджистоенчев e роден на 29 септември 1887 година в Стара Загора. Завършва V клас на старозагорската мъжка гимназия „Иван Вазов“. По-големият му брат Иван загива през 1902 година като четник при село Ковачево, Разложко. Още 17-годишен Тачо прави опит да се включи в чета, заминаваща за Македония. Молбата му е отхвърлена от Задграничното представителство на ВМОРО с мотива, че е още твърде млад и неопитен. Завършва пети гимназиален клас.
През ноември 1904 година Тачо Хаджистоенчев се включва в четата на драмския войвода Михаил Даев. Близо две години той обикаля Драмско заедно с Даев и участва в редица сражения с турски потери и гръцки андарти. Секретар е и в четата на Христо Манов.
Към края на 1906 Тачо се прибира в България, но през пролетта на 1907 отново се връща в Драмско, придружен от приятеля си от Стара Загора Стоян Медникаров. През есента отново се прибира в България, за да отбие редовната си военна служба в 12-и пехотен балкански полк. След казармата започва работа като железопътен работник.
След краха на Хуриета група дейци на ВМОРО, начело с Тодор Александров и Христо Чернопеев започват възстановяването на ВМОРО. Тачо Хаджистоенчев през 1911 година постъпва в четата на Христо Чернопеев. През декември 1911 година Тачо Хаджистоенчев поема ръководството на Организацията в Разложка околия. До Балканската война е разложки войвода, четата му взема активно участие в освобождението на Пиринска Македония.
Участва в Балканската война в 1912 година като доброволец в Македоно-одринското опълчение и се сражава в четата на Георги Занков, във Втора отделна партизанска рота и във 2 рота на 15 щипска дружина. Носител е на орден „За храброст“ IV степен. По време на Първата световна война Тачо Хаджистоенчев е взводен командир в 4 пехотен македонски полк от Единадесета пехотна македонска дивизия. Участва в потушаването на Топлишкото въстание като командир на партизански взвод.
През 20-те години се установява да живее в София, където умира на 23 ноември 1952 година.